# 이인찬
이인찬(1962년 ~ )은 대한민국의 기업인이다. 현재 SK플래닛의 대표이사 사장을 맡고 있다.

## 출신 학교
- 1978년 ~ 1980년 배재고등학교
- 1981년 ~ 1984년 고려대학교 경제학과 학사
- 1985년 ~ 1987년 고려대학교 대학원 경제학 석사
- 1996년 펜실베이니아대학교 대학원 경제학 박사 산업조직론 전공

## 주요 경력
- 1987~1994년 : 한국개발연구원에서 연구원으로 근무했다.
- 1996년 : 정보통신정책연구원(KISDI)로 근무지를 옮겼다. 정보통신정책연구원에서 책임연구원과 정보통신산업연구실 인터넷산업팀장을 거쳐 정보통신산업연구실 실장과 IT벤처정책연구센터 소장을 지냈다.
- 2003~2005년 : 정보통신정책연구원 기획조정실 실장을 맡았다. 2005년 8월에 정보통신정책연구원 선임연구위원에 올랐다.
- 2006년 : SK경영경제연구소 정보통신연구실 실장에 발탁되며 SK그룹과 인연을 맺었다.
- 2009년 : SK그룹의 지주사인 SK로 자리를 옮겨 사업지원2실 실장을 2010년 3월까지 역임했다.
- 2011년 : SK텔레콤으로 자리를 옮겨 마케팅전략본부 본부장을 맡았고 2011년 1월부터 그해 10월까지 SK텔레콤 정보통신기술(ICT)전략실 실장을 지냈다.
- 2013년 : SK텔레콤의 자회사인 SK브로드밴드의 마케팅부문장에 발탁됐다. 그해 말 정기인사에서 SK브로드밴드 대표이사 전무에 올랐다.
- 2015년 : SK그룹의 연말 정기인사에서 부사장으로 승진했다. 또 SK브로드밴드 대표이사 사장과 함께 SK텔레콤의 미디어부문장도 겸직하였다.
- 2016년 : SK그룹의 연말 정기인사에서 SK텔레콤 생활 가치 부문장으로 선임되었다.
- 2018년 : SK플래닛 대표이사 사장으로 선임되었다.